# Diecéze beauvaiská
Diecéze Beauvais (-Noyon-Senlis) (lat. Dioecesis Bellovacensis (-Noviomensis-Silvanectensis), franc. Diocèse de Beauvais (-Noyon-Senlis)) je francouzská římskokatolická diecéze, založená ve 3. století. Leží na území departementu Oise, jehož hranice přesně kopíruje. Sídlo biskupství a katedrála svatého Petra se nachází ve městě Beauvais. Diecéze je součástí remešské církevní provincie.

## Historie

Historický znak beauvaiského biskupství

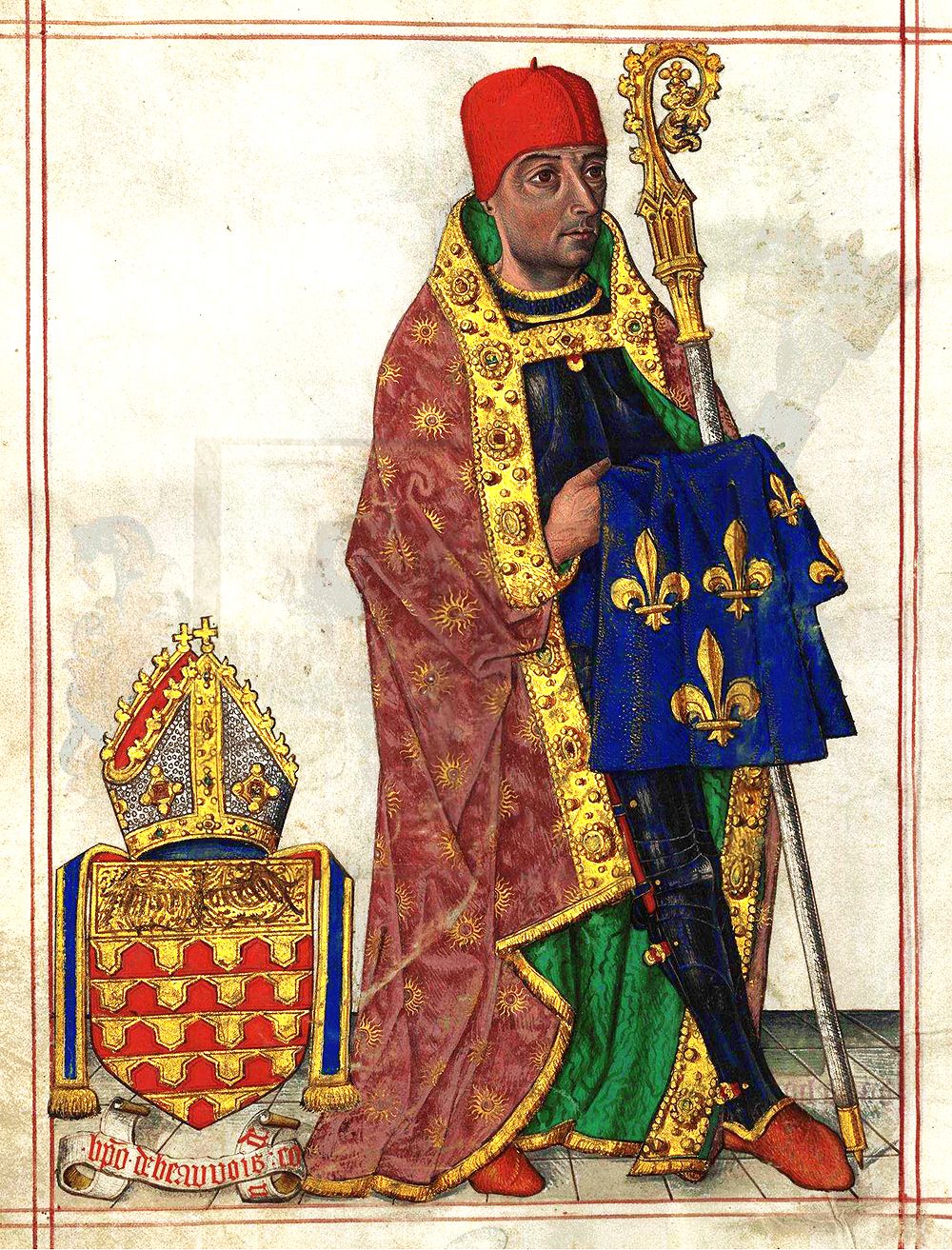
Biskup kníže z Beauvais (1508)

Biskupství bylo v Beauvais zřízeno v průběhu 3. století.
V důsledku konkordátu z roku 1801 bylo 29. listopadu 1801 bulou papeže Pia VII. Qui Christi Domini zrušeno velké množství francouzských diecézí, mezi nimi také diecéze Senlis a diecéze noyonská, jejíž území bylo včleněno do beauvaiské diecéze; ta však sama byla ke stejnému datu zrušena a její území bylo včleněno do diecéze Amiens. K 6. říjnu 1822 došlo k obnovení diecéze Beauvais; diecéze senliská a noyonská obnoveny nebyly. Biskup beauvaiský a noyonský měli titul pair.
Dne 12. dubna 1851 byl změněn název diecéze na Beauvais-Noyon-Senlis, v důsledku sloučení diecézí Beauvais a Noyon.
Diecéze je sufragánem remešské arcidiecéze.

## Sídelní biskup
Od 18. března 2010 je diecézním biskupem Mons. Jacques Benoit-Gonnin.